# Ashton-in-Makerfield
Ashton-in-Makerfield – miasto w Wielkiej Brytanii, w Anglii, w regionie North West England, w hrabstwie Wielki Manchester. W 2001 r. miasto to zamieszkiwało 28 505 osób.
W tym mieście znajdują się dwa kluby piłkarskie - Ashton Athletic F.C. oraz Ashton Town A.F.C.